# Chaîne Hudson
Pour les articles homonymes, voir Hudson.
La chaîne Hudson est une chaîne de montagnes volcanique de type stratovolcan actif, située dans la partie occidentale de la terre d'Ellsworth en Antarctique occidental.
Elle s'étire près de la côte de Walgreen, juste à l'est de la baie de Cranton (en) et de la baie de l'île du Pin, à l'extrémité orientale de la mer d'Amundsen. La chaîne Hudson est délimitée au nord par la plate-forme de glace Cosgrove (en) et au sud par le glacier de l'île du Pin.

## Géologie
La chaîne est composée de cônes volcaniques parasites de faible altitude, de nunataks qui dépassent de l'inlandsis qui recouvre trois stratovolcans du Miocène fortement érodés : le mont Manthe (en), le nunatak Teeters (en) et le mont Moses (en) qui s'élèvent respectivement à 575, 615 et 749 m d'altitude.

## Histoire

### Découverte
La chaîne a été nommée par l'Advisory Committee on Antarctic Names (US-SCAN, littéralement « Comité de conseil américain pour les noms en Antarctique ») en l'honneur du capitaine William L. Hudson (en), commandant de l'USS Peacock pendant l'expédition Wilkes (1838–1842). Le Peacock, accompagné de plusieurs navires dont le sloop USS Vincennes et l'USS Flying Fish (en) sous les ordres du lieutenant Walker, a navigué le long du bord de la banquise au nord de cette zone pendant plusieurs jours au cours de la dernière partie de mars 1839.
Les montagnes ont été décrites par des membres du United States Antarctique Service (USAS) lors de vols depuis l'USS Bear en février 1940, et délimitées plus en détail à partir de photos aériennes prises par l'opération « Highjump » de l'United State Navy en décembre 1946.
L'étendue complète du groupe a été cartographiée par l'Institut d'études géologiques des États-Unis (USGS) à partir de photos aériennes de l'United State Navy de 1966.

### Histoire éruptive
En janvier 2008, les scientifiques de la British Antarctic Survey dirigés par Hugh Corr et David Vaughan ont découvert qu'un volcan sous-glaciaire est entré en éruption sous la calotte glaciaire de l'Antarctique il y a environ 2 200 ans. L'éruption a été décrite comme la plus importante de ces 10 000 dernières années. De la cendre volcanique a été retrouvée sous la chaîne Hudson près du glacier,.